# Liste der Gemeinden im Landkreis Peine

Karte des Landkreises Peine

Der Landkreis Peine wird aus sieben Einheitsgemeinden gebildet, den kleinsten Verwaltungseinheiten des Landkreises. In dieser Form besteht er seit dem 1. Januar 2015, als die ehemaligen Gemeinden Ilsede und Lahstedt fusionierten und eine neue Gemeinde unter dem Namen Ilsede bildeten.
Die Organe des Landkreises, Kreistag und der Landrat mit der Kreisverwaltung, befinden sich in der Kreisstadt Peine.
Eine geplante Fusion des Landkreises mit dem Landkreis Hildesheim war für den 1. November 2016 vorgesehen. Im Juli 2015 scheiterte der angestrebte Zusammenschluss in einer Abstimmung im Kreistag Hildesheim.

## Beschreibung
Der Landkreis hat eine Gesamtfläche von 534,73 km². Die größte Fläche innerhalb des Landkreises bildet die Stadt Peine mit 119,65 km². Die flächenmäßig kleinste Gemeinde ist Lengede mit 34,21 km².
Den größten Anteil an der Bevölkerung des Landkreises von 136.983 Einwohnern hat die Stadt Peine mit 50.762 Einwohnern, gefolgt von der Gemeinde Ilsede mit 21.543 Einwohnern. Die zwei von der Einwohnerzahl her kleinsten Gemeinden sind Hohenhameln mit 9443 Einwohnern und Wendeburg mit 10.148 Einwohnern.
Der gesamte Landkreis Peine hat eine Bevölkerungsdichte von 256 Einwohnern pro km². Die größte Bevölkerungsdichte innerhalb des Kreises weist die Stadt Peine mit 424 Einwohnern pro km² auf. Die am dünnsten besiedelte Gemeinde ist Edemissen mit 120 Einwohnern pro km².

## Legende
- Verwaltungseinheit / Wappen: Name und Wappen der Gemeinde beziehungsweise Stadt
- Verwaltungssitz: Lage der Gemeindeverwaltung
- Ortsteile: Namen der Ortsteile der Verwaltungseinheit
- Karte: Lage der Verwaltungseinheit im Landkreis Peine
- Fläche: Fläche der Verwaltungseinheit in Quadratkilometer und prozentualer Anteil an der Gesamtfläche des Landkreises
- Einwohner: Einwohnerzahl der Verwaltungseinheit (Stand: 31. Dezember 2023[3]) und prozentualer Anteil an der Gesamteinwohnerzahl des Landkreises
- EW-Dichte: Einwohnerdichte bezogen auf die Fläche der Verwaltungseinheit, angegeben in Einwohner pro Quadratkilometer (Stand: 31. Dezember 2023[4])
- Bild: Bild aus der jeweiligen Verwaltungseinheit

## Gemeinden
| Verwaltungs- einheit / Wappen | Verwaltungs- sitz                 | Ortsteile | Karte                                            | Fläche         | Einwohner       | EW- Dichte | Bild |
| ----------------------------- | --------------------------------- | --- | ------------------------------------------------ | -------------- | --------------- | ---------- | --- |
| Landkreis Peine               | Peine (Kreishaus Peine)           | | Lage des Landkreises Peine in Niedersachsen      | 534,73 (100 %) | 136,983 (100 %) | 256        | |
| Edemissen (Gemeinde)          | Edemissen (Rathaus Edemissen)     | Abbensen Alvesse Blumenhagen Eddesse Edemissen Eickenrode Mödesse Oedesse Oelerse Plockhorst Rietze Voigtholz-Ahlemissen Wehnsen Wipshausen                                  | Lage der xxx im Landkreis Peine                  | 103,67 (19 %)  | 12,415 (9 %)    | 120        | Pfarrhaus von 1737 · Niedersachsenhaus Wipperhof von 1768                                                                 |
| Hohenhameln (Gemeinde)        | Hohenhameln (Rathaus Hohenhameln) | Bierbergen Bründeln Clauen Equord Harber Hohenhameln Mehrum Ohlum Rötzum Soßmar Stedum                                                                                       | Lage der Gemeinde Hohenhameln im Landkreis Peine | 69,41 (13 %)   | 9.443 (7 %)     | 136        | Markuskirche in Equord · Zuckerfabrik in Clauen                                                                           |
| Ilsede (Gemeinde)             | Groß Ilsede (Rathaus Ilsede)      | Adenstedt Bülten Gadenstedt Groß Bülten Groß Ilsede Groß Lafferde Klein Ilsede Münstedt Oberg Ölsburg Solschen                                                               | Lage der Gemeinde Ilsede im Landkreis Peine      | 72,03 (13 %)   | 21,543 (16 %)   | 299        | Der Kugelwasserturm der ehemaligen Ilseder Hütte                                                                          |
| Lengede (Gemeinde)            | Lengede (Rathaus Lengede)         | Barbecke Broistedt Klein Lafferde Lengede Woltwiesche | Lage der Gemeinde Lengede im Landkreis Peine     | 34,21 (6 %)    | 14,395 (11 %)   | 421        | Rathaus Lengede |
| Peine (Stadt)                 | Peine (Rathaus Peine)             | Berkum Dungelbeck Duttenstedt Eixe Essinghausen Handorf Peine Röhrse Rosenthal Schmedenstedt Schwicheldt Stederdorf Vöhrum Wendesse Woltorf                                  | Lage der Stadt Peine im Landkreis Peine          | 119,65 (22 %)  | 50,762 (37 %)   | 424        | Rathaus der Stadt Peine · Das Altes Rathaus am historischen Marktplatz · Die Gebäude des Amtsgerichts auf dem Schlossberg |
| Vechelde (Gemeinde)           | Vechelde (Rathaus Vechelde)       | Alvesse Bettmar Bodenstedt Denstorf Fürstenau Groß Gleidingen Klein Gleidingen Köchingen Liedingen Sierße Sonnenberg Vallstedt Vechelade Vechelde Wahle Wedtlenstedt Wierthe | Lage der Gemeinde Vechelde im Landkreis Peine    | 75,89 (14 %)   | 18,277 (13 %)   | 241        | Rathaus Vechelde · Das Bürgerzentrum Vechelde am Schlosspark · Hakenhof in Sonnenberg                                     |
| Wendeburg (Gemeinde)          | Wendeburg (Rathaus Wendeburg)     | Bortfeld Harvesse Meerdorf Neubrück Rüper Sophiental Wendeburg Wendezelle Wense Zweidorf                                                                                     | Lage der Gemeinde Wendeburg im Landkreis Peine   | 59,98 (11 %)   | 10,148 (7 %)    | 169        | Niedersachsenhaus in Sophiental                                                                                           |

## Ehemalige Gemeinden
Siehe: Gemeinden des Landkreises Peine seit 1885